# Antocha (Antocha) aegina
Antocha (Antocha) aegina is een tweevleugelige uit de familie steltmuggen (Limoniidae). De soort komt voor in het Oriëntaals gebied.